# James Rodríguez
James David Rodríguez Rubio (phát âm tiếng Tây Ban Nha: [ˈxames roˈðɾiɣeθ] hoặc [ˈxames daˈβið ro'ðɾiɣeð 'ruβjo], sinh ngày 12 tháng 7 năm 1991) là một cầu thủ bóng đá chuyên nghiệp người Colombia hiện đang thi đấu ở vị trí tiền vệ tấn công hoặc tiền vệ cánh cho câu lạc bộ Liga MX León và là đội trưởng của đội tuyển bóng đá quốc gia Colombia. Được đánh giá là một trong những tiền vệ xuất sắc nhất thế giới trong thế hệ của mình, anh nổi tiếng nhờ lối chơi giàu kỹ thuật, khả năng chơi bóng và nhãn quan chiến thuật tốt. Anh thường được xem là truyền nhân của cựu danh thủ Carlos Valderrama.
Ở cấp độ câu lạc bộ, anh được chú ý nhiều kể từ khi gia nhập Porto vào năm 2012, ngay sau mùa giải đó anh được vinh danh là cầu thủ xuất sắc nhất Primeira Liga, trở thành cầu thủ trẻ nhất trong lịch sử nhận được danh hiệu này. Năm 2013, anh chuyển đến Pháp thi đấu cho Monaco với phí chuyển nhượng 45 triệu euro. Năm 2014, James chuyển tới Real Madrid với giá trị chuyển nhượng lên tới 80 triệu euro, đưa anh trở thành cầu thủ Colombia đắt giá nhất trong lịch sử, qua mặt Radamel Falcao (60 triệu Euro vào năm 2013).
Ở đội tuyển Colombia, anh bắt đầu chơi bóng ở cấp độ U-20 quốc gia, nơi mà anh được đeo băng đội trưởng và vô địch giải Toulon Tournament năm 2011, và cũng trong năm đó anh cùng Colombia tham dự giải U-20 World Cup. Giải đấu lớn đầu tiên của anh cho đội tuyển Colombia là World Cup 2014 tại Brasil, giải đấu mà anh đã cùng Colombia vào đến tứ kết và cá nhân anh giành được danh hiệu Chiếc giày vàng World Cup, được chọn vào đội hình tiêu biểu của giải đấu và sở hữu bàn thắng đẹp nhất giải. Bên cạnh đó, anh còn tham gia bốn kỳ Copa America, từng giành hạng ba tại giải đấu năm 2016 và giành á quân tại giải đấu năm 2024, nơi anh cũng được bầu chọn là Cầu thủ xuất sắc nhất giải đấu.

## Tuổi thơ
Rodríguez sinh ra tại Cúcuta, thành phố gần biên giới Colombia và Venezuela. Cha anh là ông Wilson James Rodríguez Bedolla cũng là một cầu thủ chuyên nghiệp. Tuy nhiên do cha anh thường xuyên thi đấu xa nhà nên cha đỡ đầu của anh là ông Juan Carlos Restrepo mới là người hướng dẫn anh những bước đầu đến sự nghiệp bóng đá. Rodríguez bắt đầu chơi bóng tại trường bóng đá Academia Tolimense và giành chức vô địch Giải Pony Futbol, giải đấu toàn quốc dành cho các trường bóng đá thiếu nhi vào năm 2004.

## Sự nghiệp câu lạc bộ

### Envigado
Ngay sau Giải Pony Futbol, chủ tịch Gustavo Adolfo Upegui Lopez của câu lạc bộ Envigado đã nhanh chóng tìm cách đưa anh đến Envigado. Tuy nhiên, tại Envigado, gia đình Rodríguez phải thuê huấn luyện viên riêng cho anh do trình độ của anh bỏ xa các đồng đội ở học viện đào tạo trẻ câu lạc bộ.
Vào năm 15 tuổi, anh có trận đấu chuyên nghiệp đầu tiên cho Envigado. Năm 2007, khi mới 16 tuổi, Rodriguez ký hợp đồng chuyên nghiệp đầu tiên với Envigado nhưng anh chỉ thi đấu đúng một trận cho đội một trước khi chuyển đến Argentina thi đấu.

### Banfield
Năm 2008, Rodríguez trở thành cầu thủ của Club Atlético Banfield. Ở tuổi 17 vào năm 2009, khi được vào sân thay người trong trận trận đấu giữa Banfield và Godoy Cruz tại Clausura, năm 2009, anh đã trở thành cầu thủ người nước ngoài trẻ nhất tham dự giải đấu hàng đầu của bóng đá Argentina. Bàn thắng đầu tiên của anh cho Banfield là trong trận gặp Rosario Central với cú sút xa mạnh từ ngoài vòng cấm vào ngày 27 tháng 2 năm 2009. Bàn thắng này cũng giúp anh trở thành cầu thủ nước ngoài trẻ nhất ghi bàn tại giải vô địch bóng đá Argentina.
Đến mùa giải 2009-10, Rodríguez có được vị trí đá chính bên cánh trái khi Nicolás Bertolo chuyển đến Palermo. Với bộ ba Walter Erviti - Maximiliano Bustos - James Rodríguez, trong đó Rodríguez chỉ vắng mặt duy nhất 2 trận đấu, 'El Taladro' có được danh hiệu vô địch Apertura lần đầu tiên trong lịch sử.
Tại đấu trường Copa Libertadores, Rodríguez đã ghi bàn vào lưới Deportivo Cuenca trong chiến thắng 4–1 của Banfield và sau đó là cú đúp trong trận hòa 2-2 với Club Nacional de Football. Tại vòng loại trực tiếp, anh ghi bàn vào lưới Internacional giúp Banfield thắng 3–1 vào ngày 29 tháng 4 năm 2010. Banfield bị loại khỏi Copa Libertadores 2010 sau trận thua trước Porto Alegre, trận đấu mà Rodríguez đã phải nhận thẻ đỏ.

### Porto

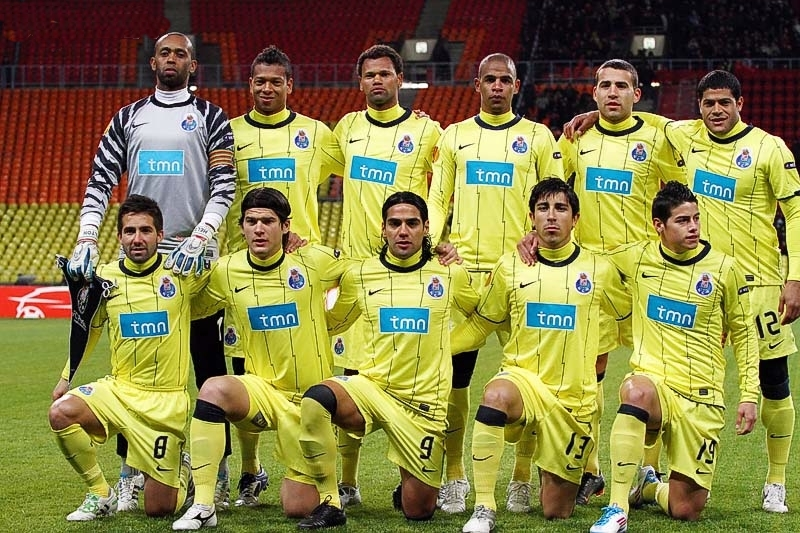
James (hàng đầu, ngoài cùng bên phải) với Porto năm 2011

Mùa hè năm 2010, Udinese đã đạt được thỏa thuận ban đầu với Rodríguez, nhưng sau cùng chính câu lạc bộ Bồ Đào Nha Porto mới là câu lạc bộ có được anh với hợp đồng 4 năm có giá chuyển nhượng 5,1 triệu €.

#### Mùa giải 2010–11
Ngày 18 tháng 7 năm 2010, anh có trận đấu đầu tiên cho Porto trong trận giao hữu với Ajax và ngay lập tức đã ghi bàn. Ngày 15 tháng 12 năm 2010, Rodríguez có bàn thắng đầu tiên trên đấu trường châu lục trong chiến thắng 3-1 của Porto trước CSKA Sofia. Anh vào sân từ băng ghế dự bị trong trận chung kết UEFA Europa League 2011 với SC Braga, trận đấu mà Porto đã thắng 1-0. Rodríguez lập hat-trick và có một pha kiến tạo trong trận chung kết Cúp bóng đá Bồ Đào Nha với Vitória de Guimarães để đem về chiến thắng 6–2 cho Porto. Ngày 13 tháng 6 năm 2011, anh gia hạn hợp đồng với Porto thêm năm năm. Trong mùa giải đầu tiên tại Bồ Đào Nha, sau 24 trận, anh có được tổng cộng sáu bàn thắng và tám pha kiến tạo.

#### Mùa giải 2011–12
Trong mùa bóng 2011-12, Rodríguez ghi đến 14 bàn thắng và có 11 pha kiến tạo. Kết thúc mùa giải, anh được trao danh hiệu Quả bóng Vàng Bồ Đào Nha 2012 dành cho cầu thủ xuất sắc nhất năm của Giải vô địch bóng đá Bồ Đào Nha. Anh là cầu thủ Colombia thứ hai giành được danh hiệu này sau Radamel Falcao và là cầu thủ trẻ nhất giành được danh hiệu này khi chỉ mới 20 tuổi.

#### Mùa giải 2012–13
Đến mùa giải 2012-13, anh được câu lạc bộ Porto trao cho chiếc áo số 10. Việc các trụ cột của Porto như Radamel Falcao, Fredy Guarín và Hulk ra đi đã giúp cho vai trò của Rodríguez ngày càng trở nên quan trọng. Rodríguez ghi một bàn và có hai pha kiến tạo trong chiến thắng 4-0 trước Beira-Mar vào ngày 22 tháng 9 năm 2012. Anh được hai lần liên tiếp bầu là Cầu thủ xuất sắc nhất trong tháng của Giải bóng đá vô địch quốc gia Bồ Đào Nha trong tháng 8 và tháng 9. Tại vòng bảng UEFA Champions League 2012–13, anh ghi bàn thắng duy nhất trong trận đấu giữa Porto và đội bóng Pháp Paris Saint-Germain, đưa Porto lên vị trí đầu bảng.
Ngày 26 tháng 11 năm 2012, Rodríguez ghi bàn ở phút 90 ấn định chiến thắng 2-0 cho Porto trước Braga để câu lạc bộ này có kỷ lục 23 trận bất bại trên mọi mặt trận.
Trong trận đấu cuối cùng của mùa giải với Paços de Ferreira, Rodríguez đem về một quả phạt đền để bảo đảm chiến thắng cho Porto, giúp đội bóng này lần thứ ba liên tiếp giành chức vô địch Giải vô địch bóng đá Bồ Đào Nha. Tổng cộng trong 105 trận cho Porto, Rodríguez đã ghi 32 bàn thắng và có 21 pha kiến tạo.

### Monaco
Ngày 24 tháng 5 năm 2013, Rodríguez gia nhập đội bóng nước Pháp AS Monaco với phí chuyển nhượng 45 triệu € theo bản hợp đồng có thời hạn 5 năm. Đây là giá trị chuyển nhượng cao thứ hai trong lịch sử dành cho một cầu thủ bóng đá Colombia, sau Radamel Falcao.

#### Mùa giải 2013–14
Rodríguez có trận đấu đầu tiên tại Ligue 1 trong chiến thắng 2-0 trước Bordeaux. Rodríguez có đóng góp trực tiếp đầu tiên cho Monaco khi kiến tạo một bàn và đóng góp dấu ấn cho cả hai bài thắng còn lại trong chiến thắng 3-0 trước Bastia. Đến ngày 30 tháng 11 năm 2013, anh mới có bàn thắng đầu tiên cho Monaco với pha đá phạt thành bàn trong chiến thắng 2-0 trước Rennes.
Rodríguez mở đầu năm 2014 với trận đấu đầu tiên tại Coupe de France với Vannes, và anh đã ghi bàn và kiến tạo trong chiến thắng 3-2 của Monaco. Anh lập cú đúp đầu tiên cho Monaco giúp đội bóng này thắng Bastia 2-0.
Rodríguez kết thúc mùa giải đầu tiên với Monaco không có được danh hiệu nào nhưng Monaco cũng kết thúc Ligue 1 2013-14 với vị trí nhì bảng và cá nhân anh được chọn vào đội hình tiêu biểu của Ligue 1 mùa giải 2013-14.

### Real Madrid
Ngày 22 tháng 7 năm 2014, Rodríguez ký hợp đồng có thời hạn 6 năm với Real Madrid với phí chuyển nhượng không được tiết lộ, nhưng ước tính vào khoảng 80 triệu €. Giá chuyển nhượng này giúp anh trở thành cầu thủ đắt giá thứ tư trong lịch sử bóng đá thế giới và là cầu thủ Colombia đắt giá nhất, vượt qua kỷ lục cũ của Radamel Falcao. Tại Real, anh khoác áo số 10, số áo từng thuộc về các cầu thủ nổi tiếng của câu lạc bộ này như Luis Figo, Ferenc Puskás và chơi cùng vị trí thần tượng của Rodríguez là Zinedine Zidane. Buổi lễ ra mắt của anh tại Real Madrid đã thu hút sự tham dự của 45.000 cổ động viên.

#### Mùa giải 2014–15

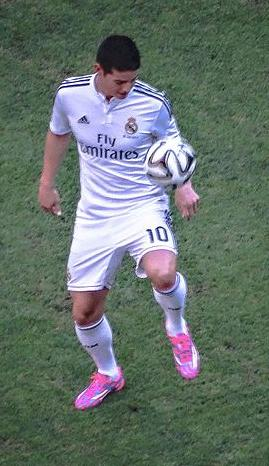
James với Real Madrid năm 2014

Rodríguez có trận đấu đầu tiên cho Real trong trận Siêu cúp châu Âu tại Sân vận động Cardiff City với Sevilla. Real Madrid giành thắng lợi 2–0 và anh có được danh hiệu vô địch đầu tiên cùng câu lạc bộ. Ngày 19 tháng 8, anh chính thức có bàn thắng đầu tiên cho Real Madrid trong trận lượt đi tranh Siêu cúp bóng đá Tây Ban Nha với Atletico Madrid kết thúc với tỉ số hòa 1-1 khi được vào sân trong hiệp hai thay cho Cristiano Ronaldo. Ngày 16 tháng 9, anh có trận đấu đầu tiên tại UEFA Champions League trong màu áo Real Madrid và đã ghi bàn thắng thứ tư trong chiến thắng 5-1 trước Basel. James có pha lập công đầu tiên tại La Liga không lâu sau đó trong chiến thắng 8-2 trước Deportivo.
Ngày 1 tháng 11, Rodríguez lập cú đúp trong chiến thắng 4–0 trước Granada trong đó có một quả vô lê thành bàn từ góc sút khó. Ngày 2 tháng 12, anh lập một cú đúp khác, lần này là trong trận thắng Cornellà 5-0 trong khuôn khổ Cúp Nhà vua Tây Ban Nha. Đến ngày 6 tháng 2 năm 2015, sau khi ghi bàn mở tỉ số trong trận đấu bù với Sevilla FC tại La Liga, James bị gãy xương bàn chân và dự tính phải nghỉ thi đấu đến hết tháng 3, lần nghỉ thương dài hạn đầu tiên của anh tại Real.

#### 2015-17
Trong mùa giải 2015-16, dưới thời huấn luyện viên Rafael Benitez và sau đó là Zinedine Zidane, Rodríguez thường xuyên phải ngồi dự bị và cả mùa giải anh chỉ có 21 trận cho Real trên mọi đấu trường. Tuy vậy cuối mùa đó anh vẫn giành UEFA Champions League với đội bóng.
Ngày 5 tháng 4 năm 2017, trong chiến thắng 4-2 trước CD Leganés, Rodríguez có 1 bàn thắng và 1 kiến tạo nhưng bị thay ra ở phút 72 nên đã có phản ứng mạnh khi rời sân. Trận gặp Leganes là lần thứ chín liên tiếp, anh không được thi đấu trọn vẹn 90 phút và lần gần nhất anh thi đấu từ đầu đến cuối một trận đấu là cuộc đón tiếp Deportivo de La Coruña ngày 10 tháng 12 năm 2016. Cuối mùa dù có 11 bàn với 13 kiến tạo giúp Real giành La Liga sau 5 năm và chức vô địch Champions League thứ 2 liên tiếp, nhưng những tin tức về việc anh muốn ra đi vẫn xuất hiện nhiều hơn. 

### Bayern Munich và năm cuối cùng tại Madrid

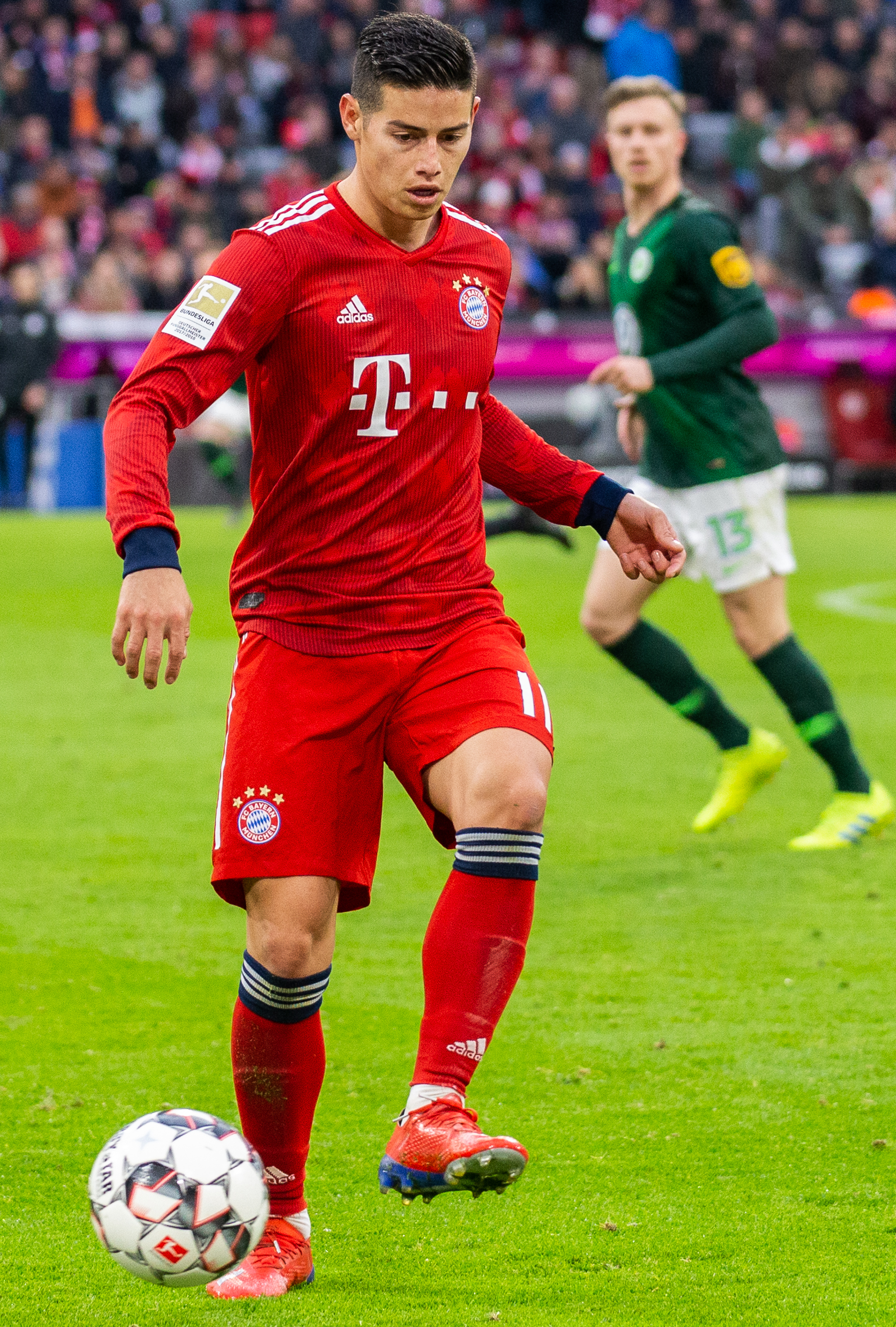
James chơi cho Bayern năm 2019

Ngày 11 tháng 7 năm 2017, Rodríguez đến Bayern München theo hợp đồng cho mượn có thời hạn hai năm từ Real Madrid. Bayern phải trả toàn bộ tiền lương và phí mượn trong hai năm có được sự phục vụ của anh, vào khoảng 30 triệu và có quyền mua đứt sau khi hết thời gian mượn.. Anh ghi bàn đầu tiên trong chiến thắng 3-0 vào lưới Schalke, sau thời gian khó khăn do chấn thương, anh là lựa chọn chính trong đội hình sau khi Jupp Heynckes lên nắm quyền thay Carlo Ancelotti vào tháng 10 năm 2017. Sự tiến bộ của James giúp Bayern bay cao tại Bundesliga, anh đã có 6 bàn và 10 kiến tạo trong 19 lần ra sân, giúp đội giành Chiếc đĩa bạc mùa này.
Sau khi trở lại Madrid, James đã có tám lần ra sân trong mùa giải, khi Real Madrid giành chức vô địch La Liga 2019–20.

### Everton
Ngày 7 tháng 9 năm 2020, câu lạc bộ Everton thông báo rằng họ đã chiêu mộ thành công James từ Real Madrid với một bản hợp đồng có thời hạn 2 năm, với điều khoản tùy chọn gia hạn thêm 1 năm. Tại xứ sở sương mù, James sẽ tái ngộ HLV Carlo Ancelotti, người giúp anh nhận danh hiệu tiền vệ hay nhất La Liga mùa giải 2014–15, với 13 bàn và 13 pha kiến tại sau 29 trận cho Real Madrid. Anh cũng có thời gian thi đấu cho Bayern München dưới thời chiến lược gia người Ý theo dạng cho mượn.

### Al-Rayyan
Vào ngày 22 tháng 9 năm 2021, James gia nhập Al-Rayyan với mức giá chưa xác định. Vào ngày 17 tháng 10 năm 2021, Rodriguez đã chơi trận đầu tiên cho Al-Rayyan, trong trận thua 3-0 của đội với Al-Duhail. Anh đã ghi bàn thắng đầu tiên của mình ở đây trước Al-Sailiya. Vào ngày 15 tháng 9 năm 2022, Al-Rayyan chấm dứt hợp đồng với James Rodriguez theo sự đồng ý của hai bên..

### Olympiacos
Vào ngày 15 tháng 9 năm 2022, James Rodríguez gia nhập nhà vô địch Giải bóng đá vô địch quốc gia Hy Lạp Olympiacos theo dạng chuyển nhượng tự do. Khi đến nơi, Rodríguez được trao chiếc áo số 10, trước đó được mặc bởi Rony Lopes, người đã rời đi để chơi cho đội bóng cho mượn Ligue 1 Troyes. Anh ra mắt giải đấu vào ngày 18 tháng 9 với tư cách là người bắt đầu trận đấu trước Aris Thessaloniki, một trận đấu mà đội của anh ấy thua 2-1 mặc dù đã dẫn trước một bàn trong phần lớn thời gian của trận đấu..
Vào ngày 13 tháng 4 năm 2023, hợp đồng của James với Olympiacos bị chấm dứt theo sự đồng ý của cả hai bên...

### São Paulo
Vào ngày 29 tháng 7 năm 2023, James gia nhập câu lạc bộ Campeonato Brasileiro Série A São Paulo, ký hợp đồng hai năm.

## Sự nghiệp đội tuyển quốc gia

### Các đội trẻ
Năm 2007, Rodríguez là thành viên đội tuyển U-17 Colombia giành chức á quân Giải vô địch bóng đá U-17 Nam Mỹ và ghi được ba bàn. Cùng năm đó, anh và U-17 Colombia cũng tham dự Giải vô địch bóng đá U-17 thế giới 2007 nhưng U-17 Colombia đã bị loại ngay ở vòng 1/8 bởi U-17 Nigeria.
Rodríguez là đội trưởng đội tuyển U-20 Colombia giành chức vô địch Giải đấu Toulon 2011, giải đấu mà anh cũng được bầu là cầu thủ xuất sắc nhất giải.
Tại Giải vô địch bóng đá U-20 thế giới 2011 tổ chức ngay tại Colombia, anh tiếp tục là đội trưởng của U-20 Colombia và đội bóng của anh bị loại ở tứ kết bởi U-20 Mexico.

### Đội tuyển quốc gia

#### Vòng loại World Cup 2014 và các trận giao hữu

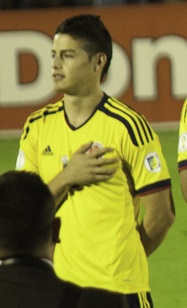
Rodríguez trong màu áo đội tuyển Colombia năm 2013

Ngày 29 tháng 9 năm 2011, Rodríguez lần đầu tiên được triệu tập vào đội tuyển Colombia cho trận đấu với Bolivia ngày 11 tháng 10 năm 2011. Anh có trận đấu đầu tiên cho tuyển Colombia vào ngày 11 tháng 10 năm 2011 và đã có pha kiến tạo cho Falcao ấn định chiến thắng 2-1 trước Bolivia.
Ngày 3 tháng 6 năm 2012, anh có bàn thắng đầu tiên cho đội tuyển Colombia trong chiến thắng 1-0 trước Peru tại vòng loại World Cup 2014. Hơn ba tháng sau đó, anh có pha đá phạt trực tiếp thành bàn giúp Colombia đánh bại Chile 3-1 trên sân khách. Ngày 7 tháng 9 năm 2013, anh ghi bàn thắng duy nhất trong trận đấu với Ecuador để đảm bảo chắc chắn tấm vé tham dự World Cup 2014 của đội tuyển Colombia.

#### World Cup 2014
Ngày 2 tháng 6 năm 2014, Rodríguez có tên trong danh sách 23 cầu thủ Colombia tham dự World Cup 2014 tại Brasil của huấn luyện viên José Pékerman. Trong trận đấu đầu tiên của Colombia tại vòng bảng, Rodríguez đã có hai pha kiến tạo và ghi bàn ấn định chiến thắng 3-0 trước Hy Lạp và được FIFA bầu chọn là Cầu thủ xuất sắc nhất trận đấu. Đến trận đấu thứ hai với Bờ Biển Ngà, Rodríguez tiếp tục phong độ cao với một quả đánh đầu thành bàn và đường chuyền cho Juan Fernando Quintero lập công để đem về chiến thắng 2-1 cho Colombia; cá nhân anh một lần nữa lại nhận danh hiệu Cầu thủ xuất sắc nhất trận đấu.
Rodríguez vào sân từ băng ghế dự bị trong cuộc đối đầu với Nhật Bản tại lượt cuối vòng bảng và có được một bàn thắng cùng với hai pha kiến tạo cho tiền đạo Jackson Martínez và chung cuộc Colombia giành chiến thắng đậm 4–1. Sau khi kết thúc vòng bảng, Rodríguez được FIFA xếp hạng là cầu thủ có thành tích xuất sắc nhất vòng bảng.

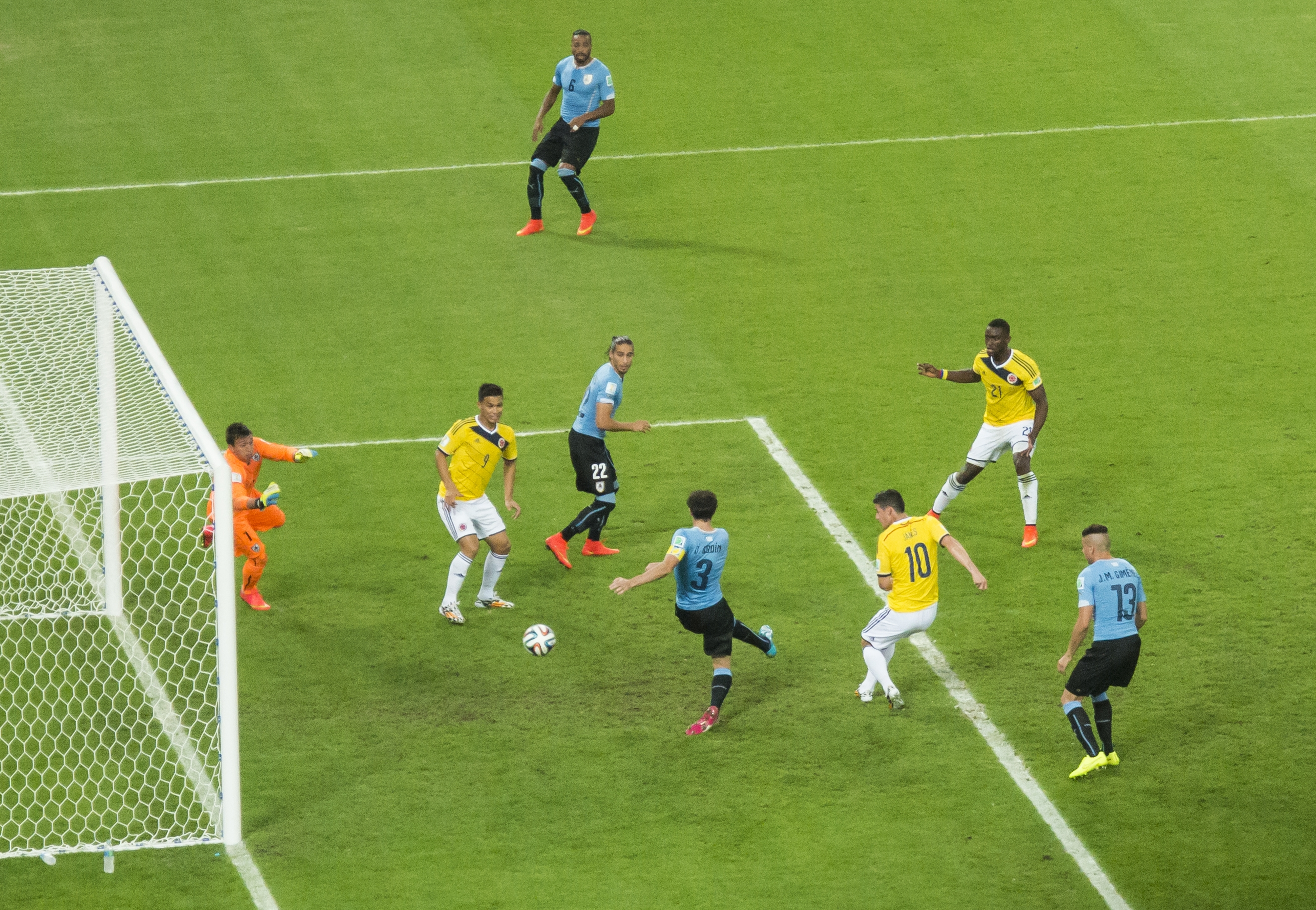
James ghi bàn thắng thứ hai vào lưới Uruguay ở trận đấu vòng 16 đội

Ngày 28 tháng 6, Rodríguez ghi cả hai bàn thắng trong chiến thắng 2-0 trước Uruguay tại Sân vận động Maracanã để đưa Colombia lần đầu tiên trong lịch sử vào tứ kết World Cup và Rodríguez được FIFA chọn là Cầu thủ xuất sắc nhất trận lần thứ ba chỉ sau bốn trận đấu tại giải đấu.. Bàn thắng này giúp anh sánh ngang với kỷ lục của Ronaldo và Rivaldo khi ghi bàn trong cả bốn trận đầu tiên của mình tại World Cup. Bàn thắng đầu tiên của anh, một cú vô lê đẹp mắt từ ngoài vòng cấm đã được huấn luyện viên Uruguay Óscar Tabárez khen là "một trong những bàn thắng đẹp nhất tôi từng thấy tại World Cup" và ông cũng đánh giá Rodríguez là "cầu thủ xuất sắc nhất World Cup năm nay". Bàn thắng này sau đó cũng giúp anh giành giải Bàn thắng đẹp nhất World Cup 2014.

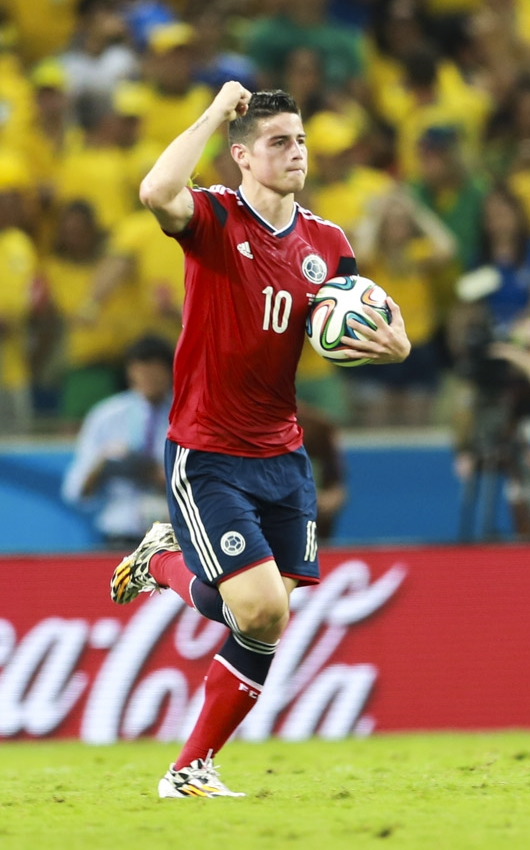
James ăn mừng sau khi ghi bàn thắng vào lưới Brazil tại World Cup 2014. Anh trở thành cầu thủ đầu tiên ghi bàn trong mọi trận đấu kể từ Jairzinho ở giải đấu năm 1970.

Trong trận tứ kết World Cup 2014 với đội chủ nhà Brasil, Rodríguez đã có bàn thắng thứ sáu của mình tại giải đấu từ chấm phạt đền và tiếp tục giữ vị trí dẫn đầu trong danh sách các cầu thủ ghi bàn tại World Cup 2014. Tuy nhiên điều này đã không giúp Colombia tránh khỏi thất bại 2–1 trước Brasil. Sau trận đấu, anh đã chỉ trích trọng tài chính điều khiển trận đấu nhưng vẫn khen ngợi Brasil là "một đội bóng tốt".
Ngày 11 tháng 7, Rodríguez có tên trong danh sách rút gọn 10 cầu thủ cho danh hiệu Quả bóng Vàng, dành cho cầu thủ xuất sắc nhất World Cup 2014. Sau khi giải đấu kết thúc, dù Colombia bị loại tại tứ kết, anh vẫn giành được danh hiệu Chiếc giày Vàng với thành tích sáu bàn thắng ngay trong lần đầu tiên tham dự World Cup.

#### Copa América 2015 và Copa América Centenario

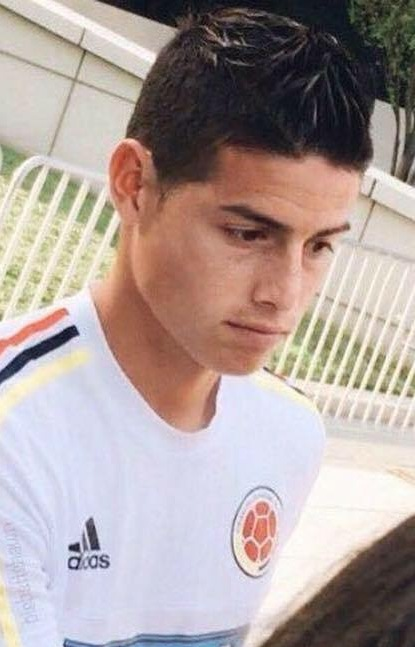
Rodríguez chuẩn bị tập luyện ở Chicago cho Copa América Centenario, tháng 6 năm 2016

Rodríguez được triệu tập vào đội tuyển Colombia tham dự Copa América 2015 tại Chile. Colombia bị loại ở tứ kết sau khi thua Argentina 5-4 trên chấm luân lưu sau khi hòa 0-0 trong 120 phút.
Mùa hè năm 2016, anh mang băng đội trưởng đội tuyển Colombia tham dự Copa América Centenario. Ngày 3 tháng 6, trong trận mở màn với chủ nhà Mỹ, anh là người ấn định chiến thắng 2-0 cho Colombia từ chấm phạt đền nhưng sau đó phải rời sân sớm vì chấn thương. Tuy nhiên anh đã kịp quay trở lại trong trận đấu thứ hai với Paraguay và ghi bàn giúp Colombia vào tứ kết với chiến thắng 2-1. Chung cuộc Colombia giành vị trí thứ ba tại giải đấu này.

#### Vòng loại World Cup 2018 và các trận giao hữu
James đã có đóng góp trực tiếp đầu tiên cho vòng loại, ghi một bàn thắng trong trận đấu căng thẳng với nhà vô địch Copa America Chile, đảm bảo trận hòa 1–1 trên sân khách. Đầu năm 2016, anh ấy đã ghi một bàn thắng và kiến tạo trong một trận đấu khó khăn trên sân khách với Bolivia dẫn đến chiến thắng 2–3. Vài ngày sau, anh ấy đã kiến tạo một bàn thắng khác trong chiến thắng 3–1 trên sân nhà trước Ecuador. Đầu tháng 8, anh ấy đã đóng góp một bàn thắng và một kiến tạo trong chiến thắng 2–0 của Colombia trước Venezuela.
Bắt đầu năm 2017, James đã ghi một bàn thắng kịch tính vào lưới một đội Bolivia phòng ngự sau khi bỏ lỡ một quả phạt đền trước đó. Chiến thắng 1–0 trên sân nhà đã giúp Colombia vươn lên vị trí thứ 4 trong bảng đấu vòng loại. Vài ngày sau, James sẽ ghi bàn và kiến tạo một bàn thắng trong chiến thắng ấn tượng 0–2 trước Ecuador. Trong trận giao hữu đầu tiên trong năm, James đã kiến tạo cho Radamel Falcao ghi bàn từ quả phạt góc trước đội bóng khổng lồ của châu Âu là Tây Ban Nha. Trận đấu sẽ kết thúc với tỷ số 2–2. Vài ngày sau trước Cameroon, James sẽ kiến tạo và ghi một bàn thắng trong chiến thắng áp đảo 4–0. Trong trận đấu vòng loại cuối cùng của World Cup 2018, James sẽ ghi một bàn thắng quan trọng trên sân khách trước đối thủ Nam Mỹ là Peru , dẫn đến trận hòa 1–1 và mang về cho Colombia suất dự vòng loại tự động cuối cùng ở vị trí thứ tư. Đóng góp cuối cùng của James trong năm 2017 cho Colombia sẽ là một pha kiến tạo trước Hàn Quốc, trận đấu sẽ kết thúc với tỷ số 2–1.
Sự chuẩn bị cho World Cup 2018 của Colombia bắt đầu bằng trận đấu với ứng cử viên vô địch World Cup là Pháp, nơi James đã có hai pha kiến tạo giúp đội lội ngược dòng với tỷ số 2–0 thành chiến thắng 2–3. Đây là chiến thắng đầu tiên trong lịch sử của Colombia trước Pháp.

#### World Cup 2018
Vào ngày 4 tháng 6 năm 2018, James được chọn vào đội hình 23 cầu thủ của Colombia tham dự FIFA World Cup 2018 tại Nga. James đã không ra sân ngay từ đầu trong trận mở màn gặp Nhật Bản sau chấn thương bắp chân trong quá trình tập luyện. Anh vào sân thay Juan Quintero ở phút thứ 59. Vào ngày 24 tháng 6 năm 2018, anh đã có hai pha kiến tạo trong chiến thắng 3–0 trước Ba Lan và được vinh danh là Cầu thủ xuất sắc nhất trận. James đã phải thay ra ở phút thứ 30 trong trận đấu cuối cùng của vòng bảng gặp Senegal do chấn thương. James đã chơi trong cả ba trận đấu trong giai đoạn vòng bảng, nhưng buộc phải ngồi ngoài trong trận đấu vòng 16 đội cuối cùng của Colombia với Anh. Colombia đã thua 4–3 trên chấm phạt đền trước Anh và bị loại khỏi World Cup. James đã không thể ghi bàn trong ba trận đấu đó.

#### Copa América 2019
Vào ngày 30 tháng 5 năm 2019, James được đưa vào đội hình 23 cầu thủ cuối cùng của Colombia cho Copa América 2019.  Trong trận tứ kết của giải đấu với nhà đương kim vô địch Chile vào ngày 28 tháng 6, sau trận hòa 0–0 sau thời gian thi đấu chính thức, James đã ghi bàn trong loạt sút luân lưu sau đó; tuy nhiên, Colombia đã bị đánh bại với tỷ số 5–4 và bị loại khỏi giải.

#### Copa América 2021

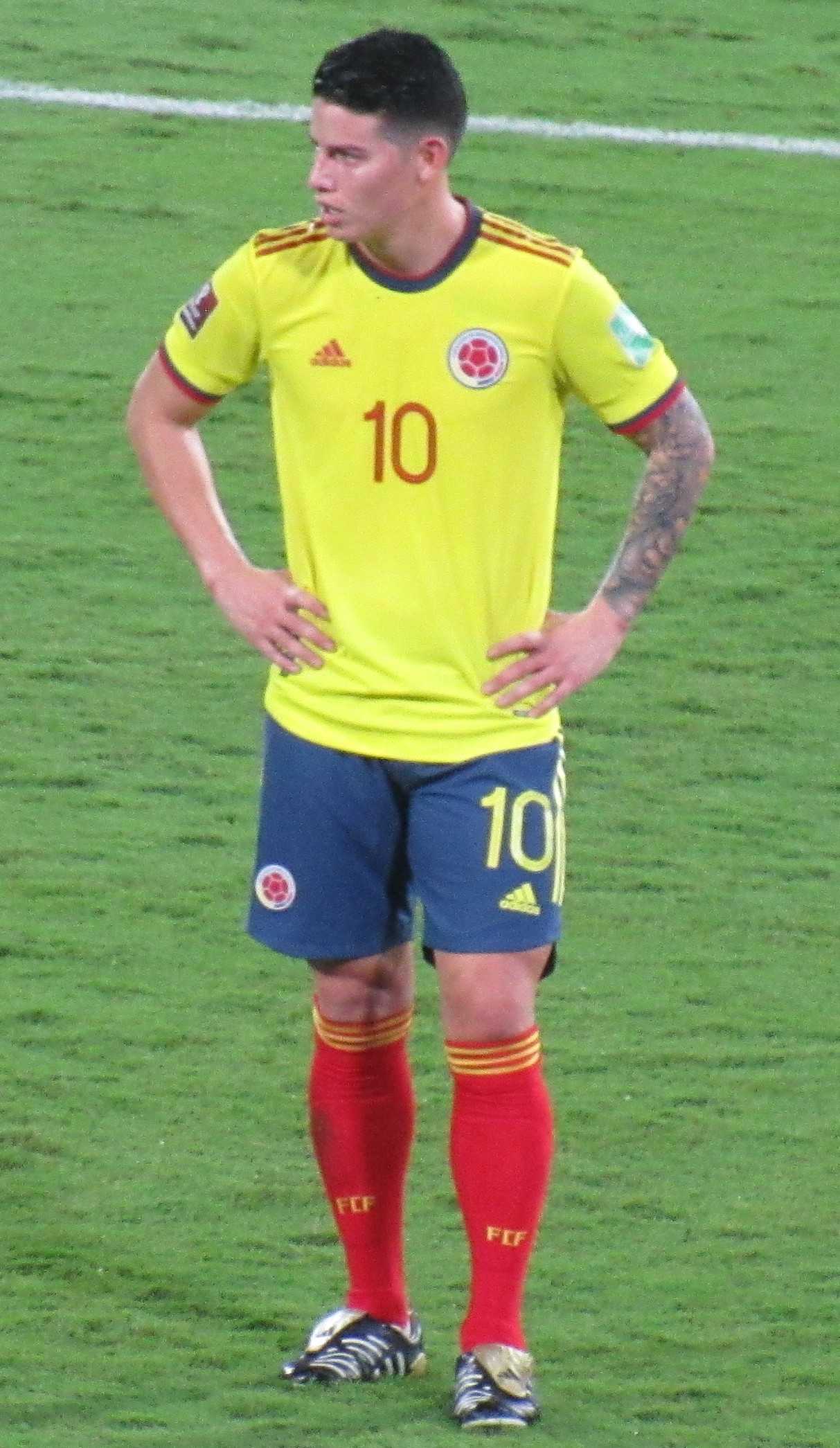
Rodríguez chơi cho Colombia vào năm 2022

Vào ngày 28 tháng 5 năm 2021, James đã bị loại khỏi đội hình tham dự Copa América 2021 do anh ấy thiếu thể lực, tức là không có thể lực tốt nhất, vì anh ấy mới hồi phục chấn thương.

#### World Cup 2022
Sau khi Colombia không đủ điều kiện tham dự FIFA World Cup 2022, James thừa nhận rằng anh không chắc chắn về tương lai của mình với đội tuyển. "Tôi không biết điều gì sẽ xảy ra ở các giai đoạn tiếp theo, tôi không biết mình có ở đó hay không", anh nói với Diario Sport. "Điều tôi biết là tôi rất đau lòng khi thua cuộc, tôi thấy khó chịu khi không vượt qua vòng loại và điều này không thể xảy ra nữa".

#### Copa América 2024
Vào ngày 15 tháng 6 năm 2024, Rodríguez đã có lần khoác áo quốc tế thứ 100 trong chiến thắng giao hữu 3–0 trước Bolivia. Vào ngày 21 tháng 6, anh được chọn vào đội hình 26 cầu thủ tham dự Copa América 2024. Trong trận tứ kết với Panama, anh đã ghi một quả phạt đền và có hai pha kiến tạo trong hiệp một của chiến thắng 5–0. Trong trận bán kết với Uruguay, anh đã kiến tạo từ một quả phạt góc cho bàn thắng quyết định của Jefferson Lerma trong chiến thắng 1–0 để đưa đội tuyển quốc gia của anh vào trận chung kết. Đây là pha kiến tạo thứ sáu của anh tại giải đấu, giúp James vượt qua kỷ lục của Messi về số pha kiến tạo nhiều nhất trong một kỳ Copa América duy nhất.

## Phong cách thi đấu
'El Pibe' Valderrama khen ngợi James Rodríguez như truyền nhân của mình.
Được đánh giá là một trong những tài năng trẻ hay nhất thế giới, Rodríguez có thể chơi ở nhiều vị trí khác nhau: tiền vệ công, tiền vệ cánh thậm chí là tiền đạo. Anh thường đảm nhận vai trò dẫn dắt lối chơi ở cả câu lạc bộ lẫn đội tuyển quốc gia. Khả năng đi bóng khéo léo, chuyền bóng chính xác nhất là những quả chọc khe giúp anh trở thành nguồn sáng tạo của đội tuyển Colombia. Trước việc được so sánh với Valderrama, anh đã nói: "Đó là một vinh dự khi được xem là truyền nhân của 'El Pibe' ở độ tuổi của tôi".

## Cuộc sống cá nhân
Rodríguez từng kết hôn với Daniela Ospina, em gái David Ospina và có một con gái, tuy nhiên sau 2 năm chung sống, hai người đã chính thức ly hôn. Rodríguez là một Kitô hữu.

## Thống kê sự nghiệp

### Câu lạc bộ
Tính đến ngày 29 tháng 1 năm 2025
| Câu lạc bộ           | Mùa giải            | Vô địch quốc gia           | Vô địch quốc gia | Vô địch quốc gia | Cúp quốc gia | Cúp quốc gia | Cúp liên đoàn | Cúp liên đoàn | Châu lục | Châu lục | Khác | Khác | Tổng cộng | Tổng cộng |
| Câu lạc bộ           | Mùa giải            | Hạng đấu                   | Trận             | Bàn              | Trận         | Bàn          | Trận          | Bàn           | Trận     | Bàn      | Trận | Bàn  | Trận      | Bàn       |
| -------------------- | ------------------- | -------------------------- | ---------------- | ---------------- | ------------ | ------------ | ------------- | ------------- | -------- | -------- | ---- | ---- | --------- | --------- |
| Envigado             | 2007                | Categoría Primera B        | 8                | 0                | —            | —            | —             | —             | —        | —        | —    | —    | 8         | 0         |
| Envigado             | 2008                | Categoría Primera A        | 22               | 9                | —            | —            | —             | —             | —        | —        | —    | —    | 22        | 9         |
| Envigado             | Tổng cộng           | Tổng cộng                  | 30               | 9                | —            | —            | —             | —             | —        | —        | —    | —    | 30        | 9         |
| Banfield             | 2008–09             | Argentine Primera División | 11               | 1                | —            | —            | —             | —             | —        | —        | —    | —    | 11        | 1         |
| Banfield             | 2009–10             | Argentine Primera División | 30               | 4                | —            | —            | —             | —             | 8        | 5        | —    | —    | 38        | 9         |
| Banfield             | Tổng cộng           | Tổng cộng                  | 41               | 5                | —            | —            | —             | —             | 8        | 5        | —    | —    | 49        | 10        |
| Porto                | 2010–11             | Primeira Liga              | 15               | 2                | 5            | 3            | 2             | 0             | 9        | 1        | —    | —    | 31        | 6         |
| Porto                | 2011–12             | Primeira Liga              | 26               | 13               | 1            | 0            | 3             | 0             | 8        | 1        | —    | —    | 38        | 14        |
| Porto                | 2012–13             | Primeira Liga              | 24               | 10               | 2            | 0            | 3             | 1             | 8        | 1        | 1    | 0    | 38        | 12        |
| Porto                | Tổng cộng           | Tổng cộng                  | 65               | 25               | 8            | 3            | 8             | 1             | 25       | 3        | 1    | 0    | 107       | 32        |
| Monaco               | 2013–14             | Ligue 1                    | 34               | 9                | 3            | 1            | 1             | 0             | —        | —        | —    | —    | 38        | 10        |
| Real Madrid          | 2014–15             | La Liga                    | 29               | 13               | 4            | 2            | —             | —             | 9        | 1        | 4    | 1    | 46        | 17        |
| Real Madrid          | 2015–16             | La Liga                    | 26               | 7                | 1            | 0            | —             | —             | 5        | 1        | —    | —    | 32        | 8         |
| Real Madrid          | 2016–17             | La Liga                    | 22               | 8                | 3            | 3            | —             | —             | 6        | 0        | 2    | 0    | 33        | 11        |
| Real Madrid          | 2019–20             | La Liga                    | 8                | 1                | 3            | 0            | —             | —             | 2        | 0        | 1    | 0    | 14        | 1         |
| Real Madrid          | Tổng cộng           | Tổng cộng                  | 85               | 29               | 11           | 5            | —             | —             | 22       | 2        | 7    | 1    | 125       | 37        |
| Bayern Munich (mượn) | 2017–18             | Bundesliga                 | 23               | 7                | 4            | 0            | —             | —             | 12       | 1        | 0    | 0    | 39        | 8         |
| Bayern Munich (mượn) | 2018–19             | Bundesliga                 | 20               | 7                | 3            | 0            | —             | —             | 5        | 0        | 0    | 0    | 28        | 7         |
| Bayern Munich (mượn) | Tổng cộng           | Tổng cộng                  | 43               | 14               | 7            | 0            | —             | —             | 17       | 1        | 0    | 0    | 67        | 15        |
| Everton              | 2020–21             | Premier League             | 23               | 6                | 2            | 0            | 1             | 0             | —        | —        | —    | —    | 26        | 6         |
| Al-Rayyan            | 2021–22             | Qatar Stars League         | 12               | 4                | 3            | 1            | 0             | 0             | 0        | 0        | —    | —    | 15        | 5         |
| Al-Rayyan            | 2022–23             | Qatar Stars League         | 1                | 0                | —            | —            | —             | —             | —        | —        | —    | —    | 1         | 0         |
| Al-Rayyan            | Tổng cộng           | Tổng cộng                  | 13               | 4                | 3            | 1            | 0             | 0             | 0        | 0        | —    | —    | 16        | 5         |
| Olympiacos           | 2022–23             | Super League Greece        | 20               | 5                | 3            | 0            | —             | —             | 0        | 0        | —    | —    | 23        | 5         |
| São Paulo            | 2023                | Série A                    | 12               | 1                | 0            | 0            | —             | —             | 2        | 0        | —    | —    | 14        | 1         |
| São Paulo            | 2024                | Série A                    | 2                | 0                | 0            | 0            | —             | —             | 2        | 0        | 4    | 1    | 8         | 1         |
| São Paulo            | Tổng cộng           | Tổng cộng                  | 14               | 1                | 0            | 0            | 0             | 0             | 4        | 0        | 4    | 1    | 22        | 2         |
| Rayo Vallecano       | 2024–25             | La Liga                    | 6                | 0                | 1            | 0            | —             | —             | —        | —        | —    | —    | 7         | 0         |
| León                 | 2024–25             | Liga MX                    | 3                | 1                | —            | —            | —             | —             | —        | —        | —    | —    | 3         | 1         |
| Tổng cộng sự nghiệp  | Tổng cộng sự nghiệp | Tổng cộng sự nghiệp        | 382              | 107              | 38           | 10           | 10            | 1             | 76       | 11       | 12   | 2    | 517       | 132       |

1. ↑  Bao gồm Taça de Portugal, Coupe de France, Copa del Rey, DFB-Pokal, FA Cup, Greek Football Cup
2. ↑  Bao gồm Taça da Liga, Coupe de la Ligue, EFL Cup
3. 1 2  Số lần ra sân tại Copa Libertadores
4. ↑  Số lần ra sân tại UEFA Europa League
5. ↑  Sáu lần ra sân và một bàn thắng tại UEFA Champions League, hai lần ra sân tại UEFA Europa League
6. 1 2 3 4 5 6 7  Số lần ra sân tại UEFA Champions League
7. ↑  Ra sân tại Supertaça Cândido de Oliveira
8. ↑  Hai lẩn ra sân và một bàn thắng tại Supercopa de España, một lần ra sân tại UEFA Super Cup và một lần ra sân tại FIFA Club World Cup
9. ↑  Một lần ra sân tại UEFA Super Cup, một lần ra sân tại FIFA Club World Cup
10. ↑  Ra sân tại Supercopa de España
11. ↑  Số lần ra sân tại Copa Sudamericana
12. ↑  Số lần ra sân tại Campeonato Paulista

### Quốc tế
Tính đến 19 tháng 11 năm 2024
| Đội tuyển quốc gia | Năm       | Trận | Bàn |
| ------------------ | --------- | ---- | --- |
| Colombia           | 2011      | 3    | 0   |
| Colombia           | 2012      | 7    | 2   |
| Colombia           | 2013      | 10   | 1   |
| Colombia           | 2014      | 12   | 9   |
| Colombia           | 2015      | 8    | 1   |
| Colombia           | 2016      | 12   | 4   |
| Colombia           | 2017      | 8    | 4   |
| Colombia           | 2018      | 8    | 1   |
| Colombia           | 2019      | 8    | 0   |
| Colombia           | 2020      | 4    | 1   |
| Colombia           | 2021      | 2    | 0   |
| Colombia           | 2022      | 7    | 2   |
| Colombia           | 2023      | 7    | 2   |
| Colombia           | 2024      | 16   | 2   |
| Tổng cộng          | Tổng cộng | 112  | 29  |

Bàn thắng và kết quả của đội tuyển Colombia được ghi đầu tiên.
| #   | Ngày                 | Địa điểm                                                        | Đối thủ     | Bàn thắng | Kết quả | Giải đấu                      |
| --- | -------------------- | --------------------------------------------------------------- | ----------- | --------- | ------- | ----------------------------- |
| 1.  | 3 tháng 6 năm 2012   | Sân vận động Quốc gia, Lima, Peru                               | Perú        | 1–0       | 1–0     | Vòng loại FIFA World Cup 2014 |
| 2.  | 11 tháng 9 năm 2012  | Sân vận động tượng đài David Arellano, Santiago de Chile, Chile | Chile       | 1–1       | 3–1     | Vòng loại FIFA World Cup 2014 |
| 3.  | 6 tháng 9 năm 2013   | Sân vận động đô thị Roberto Meléndez, Barranquilla, Colombia    | Ecuador     | 1–0       | 1–0     | Vòng loại FIFA World Cup 2014 |
| 4.  | 5 tháng 3 năm 2014   | Sân vận động Cornellà-El Prat, Barcelona, Tây Ban Nha           | Tunisia     | 1–0       | 1–1     | Giao hữu                      |
| 5.  | 6 tháng 6 năm 2014   | Sân vận động Nuevo Gasómetro, Buenos Aires, Argentina           | Jordan      | 1–0       | 3–0     | Giao hữu                      |
| 6.  | 14 tháng 6 năm 2014  | Sân vận động Mineirão, Belo Horizonte, Brasil                   | Hy Lạp      | 3–0       | 3–0     | FIFA World Cup 2014           |
| 7.  | 19 tháng 6 năm 2014  | Sân vận động Mané Garrincha, Brasília, Brasil                   | Bờ Biển Ngà | 1–0       | 2–1     | FIFA World Cup 2014           |
| 8.  | 24 tháng 6 năm 2014  | Arena Pantanal, Cuiabá, Brasil                                  | Nhật Bản    | 4–1       | 4–1     | FIFA World Cup 2014           |
| 9.  | 28 tháng 6 năm 2014  | Sân vận động Maracanã, Rio de Janeiro, Brasil                   | Uruguay     | 1–0       | 2–0     | FIFA World Cup 2014           |
| 10. | 28 tháng 6 năm 2014  | Sân vận động Maracanã, Rio de Janeiro, Brasil                   | Uruguay     | 2–0       | 2–0     | FIFA World Cup 2014           |
| 11. | 4 tháng 7 năm 2014   | Sân vận động Castelão, Fortaleza, Brasil                        | Brasil      | 1–2       | 1–2     | FIFA World Cup 2014           |
| 12. | 14 tháng 10 năm 2014 | Red Bull Arena, Harrison, Hoa Kỳ                                | Canada      | 1–0       | 1–0     | Giao hữu                      |
| 13. | 12 tháng 11 năm 2015 | Sân vận động Quốc gia Julio Martínez Prádanos, Santiago, Chile  | Chile       | 1–1       | 1–1     | Vòng loại FIFA World Cup 2018 |
| 14. | 24 tháng 3 năm 2016  | Sân vận động Hernando Siles, La Paz, Bolivia                    | Bolivia     | 1–0       | 1–0     | Vòng loại FIFA World Cup 2018 |
| 15. | 3 tháng 6 năm 2016   | Sân vận động Levi's, Santa Clara, Hoa Kỳ                        | Bolivia     | 2–0       | 2–0     | Copa América Centenario       |
| 16. | 7 tháng 6 năm 2016   | Rose Bowl, Pasadena, Hoa Kỳ                                     | Paraguay    | 2–0       | 2–1     | Copa América Centenario       |
| 17. | 1 tháng 9 năm 2016   | Sân vận động Đô thị Roberto Meléndez, Barranquilla, Colombia    | Paraguay    | 1–0       | 2–0     | Vòng loại FIFA World Cup 2018 |
| 18. | 23 tháng 3 năm 2017  | Sân vận động Đô thị Roberto Meléndez, Barranquilla, Colombia    | Bolivia     | 1–0       | 1–0     | Vòng loại FIFA World Cup 2018 |
| 19. | 28 tháng 3 năm 2017  | Sân vận động Olympic Atahualpa, Quito, Ecuador                  | Ecuador     | 1–0       | 2–0     | Vòng loại FIFA World Cup 2018 |
| 20. | 13 tháng 6 năm 2017  | Coliseum Alfonso Pérez, Getafe, Tây Ban Nha                     | Cameroon    | 1–0       | 4–0     | Giao hữu                      |
| 21. | 10 tháng 10 năm 2017 | Sân vận động Quốc gia Lima, Lima, Peru                          | Cameroon    | 1–0       | 1–1     | Vòng loại FIFA World Cup 2018 |
| 22. | 11 tháng 10 năm 2018 | Sân vận động Raymond James, Tampa, Hoa Kỳ                       | Hoa Kỳ      | 1–0       | 4–2     | Giao hữu                      |
| 23. | 17 tháng 11 năm 2020 | Sân vận động Rodrigo Paz Delgado, Quito, Ecuador                | Ecuador     | 1–4       | 1–6     | Vòng loại FIFA World Cup 2022 |
| 24. | 29 tháng 3 năm 2022  | Polideportivo Cachamay, Ciudad Guayana, Venezuela               | Venezuela   | 1–0       | 1–0     | Vòng loại FIFA World Cup 2022 |
| 25. | 24 tháng 9 năm 2022  | Red Bull Arena, Harrison, Hoa Kỳ                                | Guatemala   | 1–0       | 4–1     | Giao hữu                      |
| 26. | 24 tháng 3 năm 2023  | Sân vận động bóng đá Ulsan Munsu, Ulsan, Hàn Quốc               | Hàn Quốc    | 1–2       | 2–2     | Giao hữu                      |
| 27. | 12 tháng 10 năm 2023 | Sân vận động Đô thị Roberto Meléndez, Barranquilla, Colombia    | Uruguay     | 1–0       | 2–2     | Vòng loại FIFA World Cup 2026 |
| 28. | 6 tháng 7 năm 2024   | Sân vận động State Farm, Glendale, Hoa Kỳ                       | Panama      | 2–0       | 5–0     | Copa América 2024             |
| 29. | 10 tháng 9 năm 2024  | Sân vận động Đô thị Roberto Meléndez, Barranquilla, Colombia    | Argentina   | 2–1       | 2–1     | Vòng loại FIFA World Cup 2026 |

## Danh hiệu
Envigado
- Categoría Primera B: 2007

Banfield
- Primera División Argentina: 2009[120]

Porto
- Primeira Liga: 2010–11, 2011–12, 2012–13[121]
- Taça de Portugal: 2010–11[121]
- Supertaça Cândido de Oliveira: 2012[121]
- UEFA Europa League: 2010–11[121]

Real Madrid
- La Liga: 2016–17, 2019–20[123]
- Supercopa de España: 2019–20[124]
- UEFA Champions League: 2015–16, 2016–17
- UEFA Super Cup: 2014, 2016
- FIFA Club World Cup: 2014, 2016

Bayern Munich
- Bundesliga: 2017–18, 2018–19
- DFB-Pokal: 2018–19

São Paulo
- Copa do Brasil: 2023

U-20 Colombia
- Toulon Tournament: 2011

Colombia
- Copa América á quân: 2024; hạng ba: 2016

### Cá nhân
- Vua kiến tạo FIFA U-20 World Cup: 2011[125]
- Youngest Foreigner Player ever to score in the Argentine Primera Division (17 tuổi)[126]
- Cầu thủ trẻ xuất sắc nhất năm của Argentine Primera Division: 2009
- Cầu thủ trẻ xuất sắc nhất của Copa Libertadores: 2010
- Cầu thủ xuất sắc nhất Toulon Tournament: 2011
- LPFP Primeira Liga Breakthrough Player of the Year: 2011–12[127]
- Cầu thủ xuất sắc nhất tháng của giải vô địch Bồ Đào Nha: 8 và 9/2012
- Record Team of the Year: 2012[128]
- O Jogo Team of the Year: 2012[129], 2013[130]
- Quả bóng vàng Bồ Đào Nha: 2012
- Cầu thủ kiến tạo nhiều nhất mùa của Ligue 1: 2013–14[131]
- Đội hình xuất sắc nhất mùa của Ligue 1: 2013-14[132]
- Cầu thủ xuất sắc nhất mùa của câu lạc bộ AS Monaco: 2013–14[133]
- Globe Revelation Player (1): 2014[134]
- Chiếc giày vàng FIFA World Cup: 2014
- Đội hình xuất sắc nhất World Cup: 2014[135]
- FIFA World Cup Dream Team: 2014[136]
- Bàn thắng đẹp nhất World Cup 2014: 1–0 (2–0) vs. Uruguay[137]
- FIFA Puskás Award: 2014[138]
- Đội hình xuất sắc nhất mùa của La Liga: 2014-15[139]
- Tiền vệ xuất sắc nhất La Liga: 2014–15[140]
- Đội hình xuất sắc nhất năm của UEFA: 2015
- Đội hình xuất sắc nhất UEFA Champions League: 2017–18[141]
- Đội hình xuất sắc nhất Bundesliga: 2017–18[142]
- Vua kiến tạo Copa del Rey : 2016–17[143].
- Đội hình của mùa giải Copa América : 2019[144]